# کرون توماس
کرون توماس (انگلیسی: Keron Thomas؛ زاده ۲۸ فوریه ۱۹۷۵ درگذشته ۲۲ جولای ۲۰۱۳) یک راننده قطار شهری در شهر نیویورک بوده و در ۱۶ سالگی برای اولین بار به این کار مشغول شد.